# Bruno Carstens
Bruno Carstens (* 26. Oktober 1918 in Wilhelmshaven; † 30. Oktober 2001 in Saalfeld, Thüringen) war ein deutscher Schauspieler.

## Leben und Wirken
Bruno Carstens wuchs in Wilhelmshaven auf und erlernte nach seinem Schulabschluss zunächst den Beruf des Seemanns. Zu Beginn des Zweiten Weltkrieges im Jahr 1939 wurde er als Matrose zur Kriegsmarine überstellt. Sein Versuch nach England zu fliehen schlug fehl und er wurde daraufhin in das Strafbataillon 999 gepresst. Beim ersten Einsatz lief er zur Roten Armee über. In einem sowjetischen Kriegsgefangenenlager bei Karaganda und an der Zentralen Antifa-Schule sammelte er erste Schauspielerfahrungen.
Nach dem Ende des Krieges kehrte er nach Deutschland zurück, ging in die Sowjetische Besatzungszone und wurde im Jahr 1948 Mitglied der SED. Er nahm ein Schauspielstudium am Deutschen Theaterinstitut in Weimar auf. Es folgten Bühnenstationen in Weimar, Leipzig und Brandenburg (Havel), bevor er 1959 zum Berliner Ensemble stieß, dem er langjährig als festes Ensemblemitglied angehörte.
Daneben fand Carstens ab Mitte der 1950er-Jahre in Film und Fernsehen ein großes Betätigungsfeld. Von 1959 bis 1968 spielte er als erster Fernsehkommissar in der DDR den Hauptmann Bruno Wernicke in der Reihe Blaulicht. Außerdem wirkte er in Fernsehmehrteilern wie Tempel des Satans und dem Kinderfilmklassiker Die Suche nach dem wunderbunten Vögelchen unter der Regie von Rolf Losansky. Ab 1970 war er auch Mitglied des Schauspielensembles im Fernsehen der DDR. Carstens wirkte in seiner viereinhalb Jahrzehnte lang andauernden Karriere als Schauspieler vor der Kamera in über 130 Film-und-Fernsehproduktionen mit. Er war auch gelegentlich als Regieassistent und als Synchronsprecher tätig.
Carstens war Mitglied des Bundesvorstandes des FDGB und des Zentralvorstandes der Gewerkschaft Kunst.

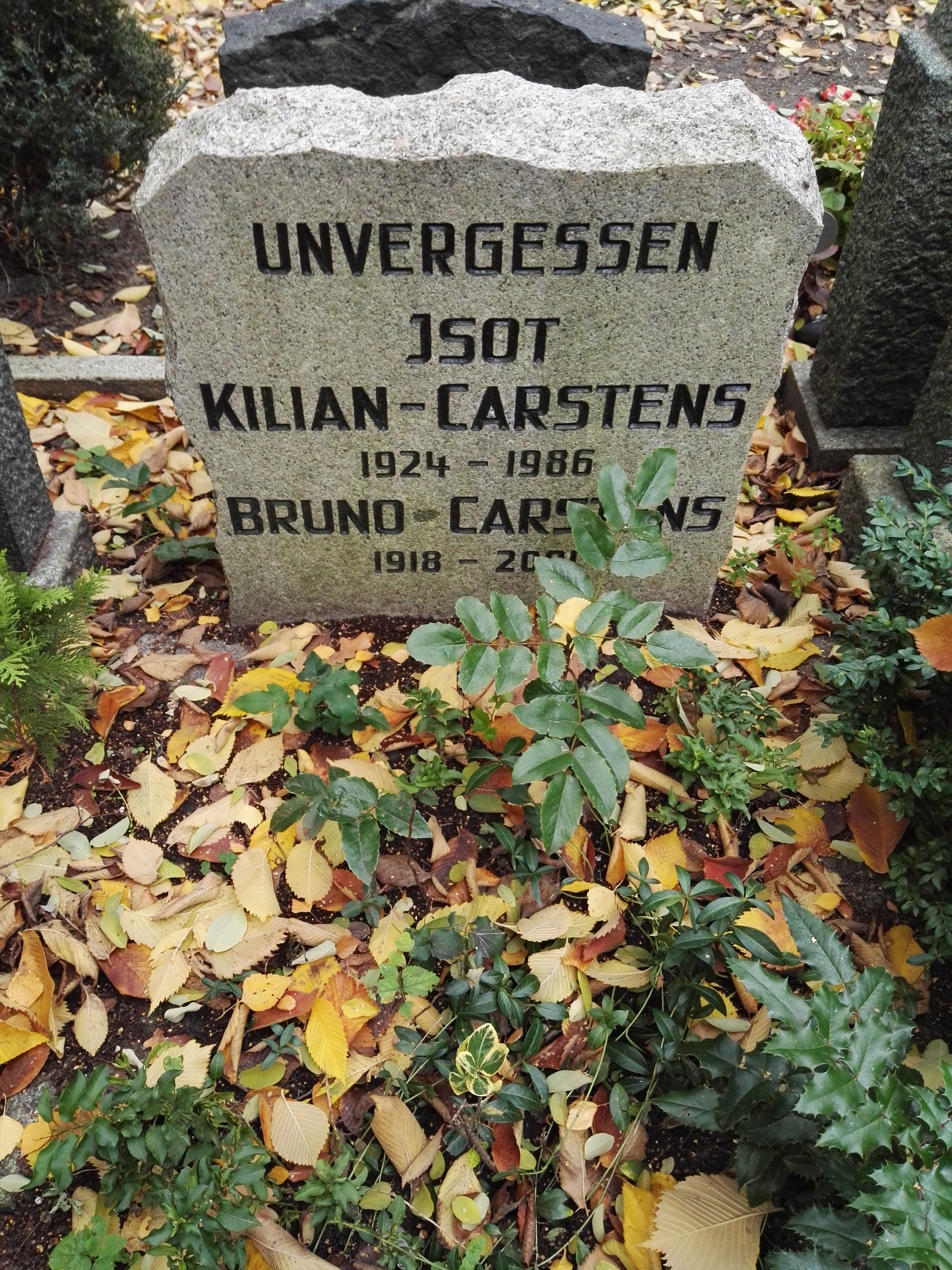
Grabstätte

Carstens war von 1965 bis zu ihrem Tod im Jahr 1986 mit der Schauspielerin Isot Kilian verheiratet, die er in seiner Zeit am Berliner Ensemble kennengelernt hatte. Die Ehe blieb kinderlos. Carstens starb im Oktober 2001 im Alter von 83 Jahren an den Folgen eines Sturzes. Er wurde auf dem Dorotheenstädtischen Friedhof in Berlin neben seiner Ehefrau beigesetzt.
Sein schriftlicher Nachlass befindet sich im Archiv der Akademie der Künste in Berlin.

## Filmografie (Auswahl)
- 1955: Ernst Thälmann – Führer seiner Klasse
- 1959–1968: Blaulicht (Fernsehserie)
- 1960: Immer am Weg dein Gesicht
- 1960: Die Liebe und der Co-Pilot
- 1960: Sommerwege
- 1961: Die Liebe und der Co-Pilot
- 1961: Professor Mamlock
- 1961: Gewissen in Aufruhr (TV-Serie)
- 1962: Tempel des Satans
- 1963: Karbid und Sauerampfer
- 1963: Jetzt und in der Stunde meines Todes
- 1963: Christine
- 1963: Geheimnis der 17
- 1964: Das Lied vom Trompeter
- 1964: Pension Boulanka
- 1964: Die Suche nach dem wunderbunten Vögelchen
- 1965: König Drosselbart
- 1965: Die besten Jahre
- 1966: Die Tage der Commune (Theateraufzeichnung)
- 1966: Die Ermittlung (Theateraufzeichnung)
- 1966: Hände hoch oder ich schieße
- 1967: Der Revolver des Corporals
- 1968: Heißer Sommer
- 1969: Weiße Wölfe
- 1969: Im Himmel ist doch Jahrmarkt
- 1970: Tödlicher Irrtum
- 1971: Dornröschen
- 1971: Optimistische Tragödie
- 1971: Osceola
- 1971: Hut ab, wenn du küsst!
- 1972: Polizeiruf 110: Das Haus an der Bahn (TV-Reihe)
- 1972: Euch werd ich’s zeigen
- 1972: Polizeiruf 110: Das Ende einer Mondscheinfahrt (TV-Reihe)
- 1973: Das Licht der Schwarzen Kerze
- 1973: Polizeiruf 110: Eine Madonna zuviel (TV-Reihe)
- 1973: Stülpner-Legende (TV-Mehrteiler)
- 1973: Zement (TV-Mehrteiler)
- 1973: Die sieben Affären der Doña Juanita (TV-Mehrteiler)
- 1974: … verdammt, ich bin erwachsen
- 1974: Die Frauen der Wardins (TV-Dreiteiler)
- 1975: Am Ende der Welt
- 1975: Polizeiruf 110: Das letzte Wochenende (TV-Reihe)
- 1975: Die schwarze Mühle
- 1976: Trini
- 1976: Aschenbrödel
- 1976: Polizeiruf 110: Ein ungewöhnlicher Auftrag (TV-Reihe)
- 1977: Ein Schneemann für Afrika
- 1977: Auftrag: Überleben
- 1978: Über sieben Brücken musst du gehen
- 1978: Zwerg Nase
- 1980: Unser Mann ist König (TV-Reihe)
- 1980: Die Heimkehr des Joachim Ott
- 1980: Der Direktor
- 1980: Am grauen Strand, am grauen Meer
- 1980: Grenadier Wordelmann
- 1981: Polizeiruf 110: Glassplitter (TV-Reihe)
- 1982: Der lange Ritt zur Schule
- 1983: Martin Luther
- 1983: Polizeiruf 110: Der Selbstbetrug (TV-Reihe)
- 1984: Front ohne Gnade (TV-Serie)
- 1984: Polizeiruf 110: Freunde (TV-Reihe)
- 1984: Wo andere schweigen
- 1985: Weiße Wolke Carolin
- 1985: Die Leute von Züderow (TV-Serie)
- 1987: Die Alleinseglerin
- 1987: Der Staatsanwalt hat das Wort: Für Elise
- 1988: Barfuß ins Bett (TV-Serie)
- 1989: Polizeiruf 110: Der Fund (TV-Reihe)
- 1989: Tierparkgeschichten (Fernsehserie)
- 1990: Polizeiruf 110: Abgründe (TV-Reihe)
- 1990: Flugstaffel Meinecke (TV-Serie)
- 1990: Klein, aber Charlotte (TV-Serie)
- 1990: Spreewaldfamilie (TV-Serie)
- 1990: Albert Einstein
- 1994: Tatort: Geschlossene Akten
- 1996: Der Millionär (Fernsehspiel)
- 1999: Hans im Glück

## Theater
- 1965: Heinar Kipphardt: In der Sache J. Robert Oppenheimer (Air-Force-Wissenschaftler) – Regie: Manfred Wekwerth/Joachim Tenschert (Berliner Ensemble)
- 1967: Bertolt Brecht: Aufstieg und Fall der Stadt Mahagonny (Dreieinigkeitsmoses) – Regie: Manfred Karge/Matthias Langhoff (Berliner Ensemble)
- 1969: Helmut Baierl: Johanna von Döbeln (BGL-Vorsitzender) – Regie: Manfred Wekwerth/Helmut Rabe (Berliner Ensemble)
- 1969: Wsewolod Wischnewski: Optimistische Tragödie (Anarchistenführer) – Regie: Isot Kilian/Klaus Erforth/Alexander Stillmark (Berliner Ensemble)

## Hörspiele
- 1960: Rosel Willers: Gelegenheit macht Liebe – Regie: Werner Wieland (Hörspiel – Rundfunk der DDR)
- 1960: Anna und Friedrich Schlotterbeck: An der Fernverkehrsstraße 106 (Godknecht) – Regie: Theodor Popp (Rundfunk der DDR)
- 1963: Bertolt Brecht: Das kleine Mahagonny – Regie: Manfred Karge (Hörspiel – Rundfunk der DDR)
- 1968: Siegfried Pfaff: Kostja, der Funker (Verkäufer) – Regie: Detlef Kurzweg (Kinderhörspiel (2 Teile) – Rundfunk der DDR)
- 1968: Nikolai Dubow: Der Junge am Meer (Vater) – Regie: Manfred Täubert (Kinderhörspiel – Rundfunk der DDR)
- 1970: Arne Leonhardt: Unser stiller Mann – Regie: Werner Grunow (Hörspiel – Rundfunk der DDR)
- 1970: Robert Louis Stevenson: Der Flaschenteufel (Haole) – Regie: Dieter Scharfenberg (Kinderhörspiel – Litera)
- 1971: Bertolt Brecht: Die Tage der Commune (Marquis) – Regie: Manfred Wekwerth/Joachim Tenschert (Hörspiel – Litera)

## Auszeichnungen
- 1962: Heinrich-Greif-Preis
- 1978: Vaterländischer Verdienstorden in Bronze